# چیرگی انسان نخستین بر آتش

ساکنان وانواتو در حال آتش زدن

چیرگی انسان بر آتش، نقطهٔ عطفی در زندگی او است. چون با این توانایی توانست خوراکش را بپزد، گرم شود و از خود محافظت کند. همچنین فراهم آوری آتش اجازه داد تا فعالیت‌های انسان تا هنگامه‌های سردتر شب هم گسترش یابد و در برابر درندگان و حشره‌ها حفظ شود.
نشانه‌های دستیابی همگانی به آتش و چیرگی بر آن به ۱۲۵٬۰۰۰ سال پیش و حتی پیش از آن، و نشانه‌های نخستین دستیابی‌های انسان راست‌قامت به چیرگی بر آتش به ۴۰۰٬۰۰۰ سال پیش بازمی‌گردد. هرچند برخی ادعا می‌کنند که نشانه‌هایی دیرینه تر هم وجود دارد اما بیشتر این ادعاها محکم نیست.
دستیابی یکی از اعضای گونهٔ انسان به این مهارت را می‌توان با پیشینه‌ای میان ۰٫۲ تا ۰٫۷ میلیون سال پپش برآورد کرد.
کنترل آتش توسط انسان‌های اولیه یک فناوری حیاتی در مسیر فرگشت انسان بود. آتش برای انسان منبعی برای گرما و روشنایی، سلاحی برای محافظت در برابر شکارچیان (به ویژه در شب)، راهی برای ایجاد ابزارهای شکار پیشرفته و روشی برای پختن غذا بود. این پیشرفت‌های فرهنگی برای انسان امکان پراکندگی جغرافیایی، نوآوری‌های فرهنگی و تغییر در رژیم غذایی و رفتار را به ارمغان آورد.

## کنترل آتش
کنترل و استفاده از آتش فرآیندی تدریجی بود که در بیش از یک مرحله صورت گرفت. یکی از این مراحل تغییر زیستگاه انسان از جنگل‌های انبوه (که در آن آتش سوزی رایج بود) به ساوانا (علفزارها و جنگل) بود که در آن آتش سوزی‌ها شدت بیشتری داشتند. چنین تغییری ممکن است قریب به ۳ میلیون سال پیش رخ داده باشد، زمانی که ساواناها به دلیل آب‌وهوای سرد و خشک شرق آفریقا گسترش یافتند.

## شواهد پارینه سنگی زیرین

### آفریقا
غار واندررک، در استان کیپ شمالی آفریقای جنوبی، نخستین شواهد از استفاده کنترل‌شده از آتش را در خود دارد.

### آسیا
تغییر رنگ استخوان‌های پستانداران به سیاه، آبی و سبز مایل به خاکستری در ژیودوی استان شانشیِ چین نشان از سوزانده شدن توسط انسان‌های اولیه دارد. در سال ۱۹۸۵، باستان‌شناسان در پایگاه باستان‌شناسی دیگری در استان یون‌نان چین استخوان‌های سیاه شده پستاندارانی را پیدا کردند که قدمت آن به ۱٫۷ میلیون سال پیش بازمی‌گشت.

## نوآوری فرهنگی

### استفاده از آتش توسط انسان‌های اولیه
آتش کاربردهای متنوعی را برای انسانیان اولیه داشت. گرمای آتش آنها را در دمای پایین شب در مناطق سردسیری زنده نگه می‌داشت و امکان گسترش زیستگاه انسان از مناطق گرمسیری و نیمه گرمسیری به نواحی معتدل را فراهم می‌کرد. همچنین، شعله آتش حیوانات درنده را در تاریکی دور می‌کرد.

### ساخت ابزار و سلاح
آتش باعث نوآوری‌های قابل‌توجهی در ساخت ابزار و سلاح شد. در یک پایگاه باستانیِ مربوط به حدود ۴۰۰ هزار سال پیش، محققان در «افق نیزه» در شونینگنِ آلمان ۸ نیزه چوبی در میان مجموعه‌ای از مصنوعات حفظ شده کشف کردند. نیزه‌ها در کنار ابزار سنگی و بقایای اسب‌هایی پیدا شدند که یکی از آنها هنوز نیزه‌ای را در لگن خود داشت.

### هنر و سرامیک
از آتش برای خلق هنر استفاده می‌شد. باستان شناسان چندین مجسمه ناهیدِ ۲ تا ۲۵ سانتی‌متری را در اروپا کشف کرده‌اند که متعلق به دوران پارینه‌سنگی است. چند مجسمه از سنگ و عاج تراشیده شده‌اند و چند مجسمه هم با گل شکل گرفته و سپس در کوره قرار داده شده‌اند. این مجسمه‌های از نخستین نمونه‌های سرامیک هستند. معمولاً از آتش برای ایجاد سفال نیز استفاده می‌شده است.

### توسعه اجتماعی و فعالیت شبانه
آتش عامل مهمی در گسترش و توسعه جوامع انسانیان اولیه بود. یکی از تأثیرات آتش طبقه‌بندی اجتماعی بود. قدرت ساختن و به کار بردن آتش ممکن است با اعتبار و موقعیت اجتماعی همراه بوده باشد. همچنین، آتش همچنین منجر به طولانی‌تر شدن فعالیت‌های روزانه و امتداد فعالیت‌ها به شب‌ها شد.

## فرضیه آشپزی
فرضیه آشپزی با مقایسه مواد مغذی موجود در غذای خام با مواد مغذی غذای پخته شده قوت می‌یابد که هضم بسیار ساده‌تری دارند (مانند مقایسه مصرف پروتئین تخم‌مرغ خام و پخته شده). دانشمندان دریافته‌اند که در نخستیان محدودیت تغذیه با غذاهای خام در طول ساعات روز، انرژی متابولیک را محدود می‌کند.